# Finnország az 1984. évi nyári olimpiai játékokon
Finnország az egyesült államokbeli Los Angelesben megrendezett 1984. évi nyári olimpiai játékok egyik részt vevő nemzete volt. Az országot az olimpián 15 sportágban 86 sportoló képviselte, akik összesen 12 érmet szereztek.

## Érmesek
| Érem  | Versenyző        | Sportág       | Versenyszám                |
| ----- | ---------------- | ------------- | -------------------------- |
| Arany | Juha Tiainen     | Atlétika      | Férfi kalapácsvetés        |
| Arany | Arto Härkönen    | Atlétika      | Férfi gerelyhajítás        |
| Arany | Jouko Salomäki   | Birkózás      | Kötöttfogás, 74 kg         |
| Arany | Pertti Karppinen | Evezés        | Férfi egypárevezős         |
| Ezüst | Tiina Lillak     | Atlétika      | Női gerelyhajítás          |
| Ezüst | Tapio Sipilä     | Birkózás      | Kötöttfogás, 68 kg         |
| Bronz | Arto Bryggare    | Atlétika      | Férfi 110 m gát            |
| Bronz | Jukka Rauhala    | Birkózás      | Szabadfogás, 68 kg         |
| Bronz | Joni Nyman       | Ökölvívás     | Váltósúly                  |
| Bronz | Rauno Bies       | Sportlövészet | Férfi gyorstüzelő pisztoly |
| Bronz | Jouni Grönman    | Súlyemelés    | 67,5 kg                    |
| Bronz | Pekka Niemi      | Súlyemelés    | 100 kg                     |

## Atlétika
Férfi
| Versenyző       | Versenyszám     | Előfutam      | Előfutam      | Előfutam      | Elődöntő | Elődöntő | Elődöntő | Döntő    | Döntő    |
| Versenyző       | Versenyszám     | Idő           | Hely.         | Össz.         | Idő      | Hely.    | Össz.    | Idő      | Helyezés |
| --------------- | --------------- | ------------- | ------------- | ------------- | -------- | -------- | -------- | -------- | -------- |
| Antti Loikkanen | 1500 m          | nem ért célba | nem ért célba | nem ért célba | kiesett  | kiesett  | kiesett  | kiesett  | kiesett  |
| Antti Loikkanen | 5000 m          | 13:51,47      | 4.            | 25.           | 13:58,74 | 14.      | 28.      | kiesett  | kiesett  |
| Martti Vainio   | 5000 m          | 13:45,16      | 2.            | 5.            | 13:30,48 | 8.       | 8.       | kiesett  | kiesett  |
| Martti Vainio   | 10 000 m        | 28:19,25      | 6.            | 6.            |          |          |          | kizárták | kizárták |
| Pertti Tiainen  | Maraton         |               |               |               |          |          |          | 2:17:43  | 27.      |
| Arto Bryggare   | 110 m gát       | 13,35         | 1.            | 2.            | 13,52    | 3.       | 4.       | 13,40    |          |
| Tommy Ekblom    | 3000 m akadály  | 8:29,45       | 6.            | 10.           | 8:20,54  | 3.       | 9.       | 8:23,95  | 9.       |
| Reima Salonen   | 50 km gyaloglás |               |               |               |          |          |          | 3:58:30  | 4.       |

| Versenyző       | Versenyszám   | Selejtező | Selejtező | Döntő    | Döntő    |
| Versenyző       | Versenyszám   | Eredmény  | Helyezés  | Eredmény | Helyezés |
| --------------- | ------------- | --------- | --------- | -------- | -------- |
| Erkki Niemi     | Magasugrás    | 224 cm    | 9.        | 224 cm   | 9.       |
| Kimmo Pallonen  | Rúdugrás      | 540 cm    | 6.        | 545 cm   | 5.       |
| Aulis Akonniemi | Súlylökés     | 19,38 m   | 9.        | 18,98 m  | 9.       |
| Juha Tiainen    | Kalapácsvetés | 72,68 m   | 7.        | 78,08 m  |          |
| Harri Huhtala   | Kalapácsvetés | 73,78 m   | 5.        | 75,28 m  | 6.       |
| Arto Härkönen   | Gerelyhajítás | 83,06 m   | 4.        | 86,76 m  |          |
| Raimo Manninen  | Gerelyhajítás | 79,26 m   | 13.       | kiesett  | kiesett  |
| Tero Saviniemi  | Gerelyhajítás | 76,46 m   | 17.       | kiesett  | kiesett  |

Női
| Versenyző                  | Versenyszám | Előfutam | Előfutam | Előfutam | Negyeddöntő | Negyeddöntő | Negyeddöntő | Elődöntő | Elődöntő | Elődöntő | Döntő   | Döntő    |
| Versenyző                  | Versenyszám | Idő      | Hely.    | Össz.    | Idő         | Hely.       | Össz.       | Idő      | Hely.    | Össz.    | Idő     | Helyezés |
| -------------------------- | ----------- | -------- | -------- | -------- | ----------- | ----------- | ----------- | -------- | -------- | -------- | ------- | -------- |
| Helinä Laihorinne-Marjamaa | 100 m       | 11,43    | 2.       | 11.*     | 11,51       | 2.          | 10.*        | 11,37    | 5.       | 7.       | kiesett | kiesett  |
| Helinä Laihorinne-Marjamaa | 200 m       | 24,10    | 2.       | 20.      | 23,51       | 4.          | 17.         | 23,12    | 6.       | 14.      | kiesett | kiesett  |
| Tuija Toivonen-Jousimaa    | Maraton     |          |          |          |             |             |             |          |          |          | 2:32:07 | 10.      |
| Sinikka Keskitalo          | Maraton     |          |          |          |             |             |             |          |          |          | 2:35:15 | 15.      |
| Tuija Helander             | 400 m gát   | 57,22    | 4.       | 10.      |             |             |             | 56,59    | 4.       | 10.      | 56,55   | 7.       |

| Versenyző      | Versenyszám   | Selejtező | Selejtező | Döntő    | Döntő    |
| Versenyző      | Versenyszám   | Eredmény  | Helyezés  | Eredmény | Helyezés |
| -------------- | ------------- | --------- | --------- | -------- | -------- |
| Ulla Lundholm  | Diszkoszvetés | 56,44 m   | 3.        | 62,84 m  | 4.       |
| Tiina Lillak   | Gerelyhajítás | 63,30 m   | 2.        | 69,00 m  |          |
| Tuula Laaksalo | Gerelyhajítás | 60,42 m   | 10.       | 66,40 m  | 4.       |
| Helena Laine   | Gerelyhajítás | 61,80 m   | 4.        | 58,18 m  | 11.      |

* - egy másik versenyzővel azonos eredményt ért el

## Birkózás
Kötöttfogású
| Versenyző          | Versenyszám | Vigaszágas kiesés | Vigaszágas kiesés | 5. helyért                    | Bronz- mérkőzés   | Döntő                          | Helyezés    |
| Versenyző          | Versenyszám | Ellenfél Eredmény | Hely.             | Ellenfél Eredmény             | Ellenfél Eredmény | Ellenfél Eredmény              | Helyezés    |
| ------------------ | ----------- | --- | ----------------- | ----------------------------- | ----------------- | ------------------------------ | ----------- |
| Jukka-Pekka Tanner | 48 kg       | A csoport · Kent Andersson (SWE) · 0–12 · a 2. fordulóban visszalépett | 6.                | kiesett                       | kiesett           | kiesett                        | helyezetlen |
| Taisto Halonen     | 52 kg       | B csoport · Iván Garcés (ECU) · 12–0 · Mahmoud Moustafa Fathalla (EGY) · passzivitás · Erol Kemah (TUR) · 9–2 · Döntő · Hu Richa (CHN) · 11–12 · Daniel Aceves (MEX) · 9–9                                | 3.                | Jon Ronningen (NOR) · 0–14    |                   |                                | 6.          |
| Ilpo Seppälä       | 57 kg       | A csoport · Ronny Sigde (NOR) · 3–10 · Benni Ljungbeck (SWE) · 1–7 | 6.                | kiesett                       | kiesett           | kiesett                        | helyezetlen |
| Hannu Lahtinen     | 62 kg       | B csoport · Oszanai Szeiicsi (JPN) · 0–3 · Herbert Nigsch (AUT) · 2–1 · Brahim Loksairi (MAR) · 14–0 · Salem Bekhit (EGY) · kétvállas                                                                     | 5.                | kiesett                       | kiesett           | kiesett                        | helyezetlen |
| Tapio Sipilä       | 68 kg       | B csoport · Gerry Svensson (SWE) · 5–0 · Boris Goldstein (ARG) · 15–3 · Mohamed Moutei Nakdali (SYR) · 12–0 · Shaban Ibrahim (EGY) · passzivitás · Döntő · Jim Martinez (USA) · 5–2                       | 1.                |                               |                   | Vlado Lisjak (YUG) · kétvállas |             |
| Jouko Salomäki     | 74 kg       | B csoport · Ali Hussain Faris (IRQ) · 12–0 · Ştefan Rusu (ROU) · 0–0 (bírói) · Jeff Stuebing (CAN) · 3–0 · Mohamed Hamad (EGY) · 12–0 · Döntő · Karlo Kasap (YUG) · 1–5 · Ştefan Rusu (ROU) · 0–0 (bírói) | 1.                |                               |                   | Roger Tallroth (SWE) · 5–4     |             |
| Jarmo Övermark     | 82 kg       | B csoport · Momir Petković (YUG) · 0–6 · a 2. fordulóban erőnyerő · Ernesto Razzino (ITA) · 10–5 · Döntő · Dimitrios Thanopoulos (GRE) · 6–1 · Momir Petković (YUG) · 0–6                                 | 3.                | Mohamed El-Ashram (EGY) · 5–3 |                   |                                | 5.          |
| Toni Hannula       | 90 kg       | A csoport · Garry Kallos (CAN) · 11–3 · a 2. fordulóban erőnyerő · Steve Fraser (USA) · passzivitás · Georgios Pozidis (GRE) · passzivitás                                                                | 4.                | kiesett                       | kiesett           | kiesett                        | 7.          |

Szabadfogású
| Versenyző     | Versenyszám | Vigaszágas kiesés | Vigaszágas kiesés | 5. helyért        | Bronz- mérkőzés                              | Döntő             | Helyezés    |
| Versenyző     | Versenyszám | Ellenfél Eredmény | Hely.             | Ellenfél Eredmény | Ellenfél Eredmény                            | Ellenfél Eredmény | Helyezés    |
| ------------- | ----------- | --- | ----------------- | ----------------- | -------------------------------------------- | ----------------- | ----------- |
| Jukka Rauhala | 68 kg       | A csoport · Hussain El-Din Hamed (EGY) · 12–0 · Georgios Athanasiadis (GRE) · 7–3 · Steve Bayliss (GBR) · 10–3 · a 4. fordulóban erőnyerő · Andrew Rein (USA) · 4–14 · Döntő · Andrew Rein (USA) · 4–14 · Zsigmond Kelevitz (AUS) · 5–6 | 2.                |                   | Kamimura Maszakazu (JPN) · feladta (sérülés) |                   |             |
| Pekka Rauhala | 74 kg       | A csoport · Dave Schultz (USA) · 1–9 · Romelio Salas (COL) · kétvállas · Selahattin Sağan (TUR) · 9–5 · Han Mjongu (Han Myeong-U) (KOR) · 6–5 · Šaban Sejdi (YUG) · 7–10                                                                | 4.                | kiesett           | kiesett                                      | kiesett           | 8.          |
| Jouni Ilomäki | 82 kg       | A csoport · Lennart Lundell (SWE) · 1–6 · Günter Busarello (AUT) · 0–5 | 7.                | kiesett           | kiesett                                      | kiesett           | helyezetlen |

## Cselgáncs
| Versenyző       | Versenyszám | Csoport | Selejtező         | 32-es főtábla            | Nyolcaddöntő           | Negyeddöntő       | Elődöntő          | Vigaszág nyolcaddöntő | Vigaszág negyeddöntő | Vigaszág elődöntő | Bronz- mérkőzés   | Döntő             | Helyezés |
| Versenyző       | Versenyszám | Csoport | Ellenfél Eredmény | Ellenfél Eredmény        | Ellenfél Eredmény      | Ellenfél Eredmény | Ellenfél Eredmény | Ellenfél Eredmény     | Ellenfél Eredmény    | Ellenfél Eredmény | Ellenfél Eredmény | Ellenfél Eredmény | Helyezés |
| --------------- | ----------- | ------- | ----------------- | ------------------------ | ---------------------- | ----------------- | ----------------- | --------------------- | -------------------- | ----------------- | ----------------- | ----------------- | -------- |
| Antti Hyvärinen | Könnyűsúly  | B       |                   | Steffen Stranz (FRG) · V | kiesett                | kiesett           | kiesett           |                       |                      |                   |                   |                   | 19.      |
| Seppo Myllylä   | Váltósúly   | A       | erőnyerő          | Asafu Tembo (ZAM) · GY   | Michel Nowak (FRA) · V | kiesett           | kiesett           |                       |                      |                   |                   |                   | 14.      |
| Juha Salonen    | Nyílt       | A       |                   |                          | Mihai Cioc (ROU) · V   | kiesett           | kiesett           |                       |                      |                   |                   |                   | 11.      |

## Evezés
Férfi
| Versenyző                      | Versenyszám  | Előfutam | Előfutam | Vigaszág | Vigaszág | Elődöntő | Elődöntő | Döntő | Döntő   | Döntő | Helyezés |
| Versenyző                      | Versenyszám  | Idő      | Hely.    | Idő      | Hely.    | Idő      | Hely.    | Típus | Idő     | Hely. | Helyezés |
| ------------------------------ | ------------ | -------- | -------- | -------- | -------- | -------- | -------- | ----- | ------- | ----- | -------- |
| Pertti Karppinen               | Egypárevezős | 7:20,93  | 1.       | erőnyerő | erőnyerő | 7:19,52  | 1.       | A     | 7:00,24 | 1.    |          |
| Reima Karppinen Aarne Lindroos | Kétpárevezős | 6:47,74  | 3.       | 6:44,43  | 4.       |          |          | B     | 6:39,04 | 2.    | 8.       |

## Íjászat
| Versenyző                | Versenyszám  | 1. forduló | 1. forduló | 2. forduló | 2. forduló | Összesítés | Összesítés |
| Versenyző                | Versenyszám  | Pont       | Hely.      | Pont       | Hely.      | Pont       | Helyezés   |
| ------------------------ | ------------ | ---------- | ---------- | ---------- | ---------- | ---------- | ---------- |
| Tomi Poikolainen         | Férfi egyéni | 1275       | 4.         | 1263       | 7.         | 2538       | 5.         |
| Kyösti Laasonen          | Férfi egyéni | 1229       | 24.        | 1214       | 30.        | 2443       | 28.        |
| Markku Syrjälä           | Férfi egyéni | 1157       | 51.        | 1176       | 44.        | 2333       | 49.        |
| Päivi Meriluoto-Aaltonen | Női egyéni   | 1259       | 8.         | 1250       | 8.         | 2509       | 5.         |
| Ulla Rantala             | Női egyéni   | 1204       | 30.        | 1256       | 5.         | 2460       | 15.        |

## Kajak-kenu
Férfi
| Versenyző                                                         | Versenyszám         | Előfutam | Előfutam | Előfutam | Vigaszág | Vigaszág | Vigaszág | Elődöntő | Elődöntő | Elődöntő | Döntő   | Döntő    |
| Versenyző                                                         | Versenyszám         | Idő      | Hely.    | Össz.    | Idő      | Hely.    | Össz.    | Idő      | Hely.    | Össz.    | Idő     | Helyezés |
| ----------------------------------------------------------------- | ------------------- | -------- | -------- | -------- | -------- | -------- | -------- | -------- | -------- | -------- | ------- | -------- |
| Veli-Pekka Harjola                                                | Kajak egyes 1000 m  | 4:03,40  | 7.       | 15.      | 4:19,40  | 3.       | 7.       | 4:02,70  | 6.       | 13.      | kiesett | kiesett  |
| Ilpo Nieminen Mika Savilahti                                      | Kajak kettes 500 m  | 1:46,70  | 6.       | 18.      | 1:40,73  | 2.       | 3.       | 1:38,48  | 4.       | 11.      | kiesett | kiesett  |
| Veli-Pekka Harjola Mikko Kolehmainen Ilpo Nieminen Mika Savilahti | Kajak négyes 1000 m | 3:13,17  | 6.       | 12.      | 3:23,27  | 3.       | 7.       | 3:12,82  | 4.       | 12.      | kiesett | kiesett  |
| Timo Grönlund                                                     | Kenu egyes 500 m    | 2:06,11  | 2.       | 5.       | erőnyerő | erőnyerő | erőnyerő | 2:03,36  | 2.       | 6.       | 2:01,00 | 5.       |
| Timo Grönlund                                                     | Kenu egyes 1000 m   | 4:20,39  | 3.       | 5.       | erőnyerő | erőnyerő | erőnyerő |          |          |          | 4:15,58 | 4.       |

## Kerékpározás

### Országúti kerékpározás
Férfi
| Versenyző                                                        | Versenyszám     | Idő              | Helyezés      |
| ---------------------------------------------------------------- | --------------- | ---------------- | ------------- |
| Kari Myyryläinen                                                 | Mezőnyverseny   | 5:11:43 (+11:46) | 25.           |
| Harry Hannus                                                     | Mezőnyverseny   | 5:11:43 (+11:46) | 31.           |
| Patrick Wackström                                                | Mezőnyverseny   | 5:15:27 (+15:30) | 38.           |
| Harri Hedgren                                                    | Mezőnyverseny   | nem ért célba    | nem ért célba |
| Harry Hannus Kari Myyryläinen Patrick Wackström Sixten Wackström | Csapat időfutam | 2:08:17 (+9:49)  | 13.           |

### Pálya-kerékpározás
Üldözőversenyek
| Versenyző        | Versenyszám  | Selejtező | Selejtező | Nyolcaddöntő | Nyolcaddöntő | Negyeddöntő  | Negyeddöntő | Elődöntő     | Elődöntő  | Döntő        | Döntő     | Helyezés |
| Versenyző        | Versenyszám  | Idő       | Hely.     | Ellenfél Idő | Saját idő    | Ellenfél Idő | Saját idő   | Ellenfél Idő | Saját idő | Ellenfél Idő | Saját idő | Helyezés |
| ---------------- | ------------ | --------- | --------- | ------------ | ------------ | ------------ | ----------- | ------------ | --------- | ------------ | --------- | -------- |
| Sixten Wackström | Férfi egyéni | 4:59,94   | 20.       | kiesett      | kiesett      | kiesett      | kiesett     | kiesett      | kiesett   | kiesett      | kiesett   | kiesett  |

## Lovaglás
Díjlovaglás
| Versenyző     | Ló  | Versenyszám | Selejtező | Selejtező | Döntő   | Döntő    |
| Versenyző     | Ló  | Versenyszám | Pont      | Hely.     | Pont    | Helyezés |
| ------------- | --- | ----------- | --------- | --------- | ------- | -------- |
| Kyra Kyrklund | Nor | Egyéni      | 1504      | 19.       | kiesett | kiesett  |

## Műugrás
Férfi
| Versenyző       | Versenyszám    | Selejtező | Selejtező | Döntő  | Döntő    |
| Versenyző       | Versenyszám    | Pont      | Helyezés  | Pont   | Helyezés |
| --------------- | -------------- | --------- | --------- | ------ | -------- |
| Juha Ovaskainen | Egyéni műugrás | 532,17    | 12.       | 548,55 | 11.      |

## Ökölvívás
| Versenyző       | Versenyszám  | Selejtező              | 32-es főtábla                      | Nyolcaddöntő             | Negyeddöntő               | Elődöntő                             | Döntő             | Helyezés |
| Versenyző       | Versenyszám  | Ellenfél Eredmény      | Ellenfél Eredmény                  | Ellenfél Eredmény        | Ellenfél Eredmény         | Ellenfél Eredmény                    | Ellenfél Eredmény | Helyezés |
| --------------- | ------------ | ---------------------- | ---------------------------------- | ------------------------ | ------------------------- | ------------------------------------ | ----------------- | -------- |
| Jarmo Eskelinen | Harmatsúly   | Yao Gaitor (TOG) · 5:0 | John John Molina (PUR) · 0:5       | kiesett                  | kiesett                   | kiesett                              | kiesett           | 17.      |
| Hannu Vuorinen  | Kisváltósúly | erőnyerő               | Octavio Robles (MEX) · 2:3         | kiesett                  | kiesett                   | kiesett                              | kiesett           | 17.      |
| Joni Nyman      | Váltósúly    | erőnyerő               | Georges-Claude Ngangue (CMR) · 5:0 | Kieran Joyce (IRL) · 4:1 | Dwight Frazer (JAM) · 5:0 | An Jongszu (An Yeong-Su) (KOR) · 2:3 | kiesett           |          |
| Pekka Laasanen  | Középsúly    |                        | Jerry Okorodudu (NGR) · 0:5        | kiesett                  | kiesett                   | kiesett                              | kiesett           | 17.      |
| Juha Hänninen   | Félnehézsúly |                        | Michael Nassoro (TAN) · RSC        | kiesett                  | kiesett                   | kiesett                              | kiesett           | 17.      |

RSC – a mérkőzésvezető megállította a mérkőzést

## Öttusa
| Versenyző                                | Versenyszám | Lovaglás | Lovaglás | Lovaglás | Vívás    | Vívás | Vívás | Úszás    | Úszás | Úszás | Lövészet | Lövészet | Lövészet | Futás    | Futás | Futás | Összesen    | Összesen |
| Versenyző                                | Versenyszám | Idő      | Pont     | Hely.    | Pontszám | Pont  | Hely. | Idő      | Pont  | Hely. | Eredmény | Pont     | Hely.    | Idő      | Pont  | Hely. | Összes pont | Helyezés |
| ---------------------------------------- | ----------- | -------- | -------- | -------- | -------- | ----- | ----- | -------- | ----- | ----- | -------- | -------- | -------- | -------- | ----- | ----- | ----------- | -------- |
| Pasi Hulkkonen                           | Egyéni      | 1:34,85  | 1010     | 29.      | 29–22    | 846   | 15.   | 3:20,486 | 1272  | 10.   | 192      | 956      | 15.      | 13:38,62 | 1109  | 23.   | 5193        | 9.       |
| Jorma Korpela                            | Egyéni      | 1:38,10  | 980      | 34.      | 25–26    | 758   | 27.   | 3:26,312 | 1224  | 18.   | 192      | 956      | 15.      | 13:58,23 | 1050  | 28.   | 4968        | 22.      |
| Jussi Pelli                              | Egyéni      | 1:44,77  | 846      | 44.      | 26–25    | 780   | 24.   | 3:38,725 | 1124  | 36.   | 191      | 934      | 19.      | 14:20,89 | 982   | 39.   | 4666        | 35.      |
| Pasi Hulkkonen Jorma Korpela Jussi Pelli | Csapat      |          | 2836     | 11.      |          | 2384  | 8.    |          | 3620  | 8.    |          | 2846     | 5.       |          | 3141  | 11.   | 14 827      | 9.       |

## Sportlövészet
Férfi
| Versenyző        | Versenyszám           | Pont | Helyezés |
| ---------------- | --------------------- | ---- | -------- |
| Rauno Bies       | Gyorstüzelő pisztoly  | 591  |          |
| Paavo Palokangas | Szabadpisztoly        | 558  | 8.       |
| Mauri Röppänen   | Légpuska              | 578  | 18.      |
| Mauri Röppänen   | Sportpuska, fekvő     | 592  | 13.      |
| Mauri Röppänen   | Sportpuska, összetett | 1142 | 15.      |
| Mikko Mattila    | Sportpuska, összetett | 1135 | 26.      |
| Mikko Mattila    | Sportpuska, fekvő     | 588  | 30.      |
| Jorma Lievonen   | Futócéllövészet       | 576  | 7.       |

Női
| Versenyző    | Versenyszám           | Pont | Helyezés |
| ------------ | --------------------- | ---- | -------- |
| Sirpa Ylönen | Légpuska              | 383  | 8.       |
| Sirpa Ylönen | Sportpuska, összetett | 567  | 12.      |

Nyílt
| Versenyző     | Versenyszám | Pont | Helyezés |
| ------------- | ----------- | ---- | -------- |
| Timo Nieminen | Trap        | 191  | 4.       |
| Matti Nummela | Trap        | 177  | 33.      |
| Bror Nyström  | Skeet       | 191  | 19.      |
| Juha Mäkelä   | Skeet       | 186  | 36.      |

## Súlyemelés
| Versenyző         | Versenyszám | Szakítás                 | Szakítás                 | Lökés    | Lökés    | Összesen | Helyezés |
| Versenyző         | Versenyszám | Eredmény                 | Helyezés                 | Eredmény | Helyezés | Összesen | Helyezés |
| ----------------- | ----------- | ------------------------ | ------------------------ | -------- | -------- | -------- | -------- |
| Arvo Ojalehto     | 56 kg       | 105,0                    | 8.                       | 137,5    | 6.       | 242,5    | 7.       |
| Uolevi Kahelin    | 60 kg       | 112,5                    | 11.                      | 155,0    | 2.       | 267,5    | 8.       |
| Jouni Grönman     | 67,5 kg     | 140,0                    | 3.                       | 172,5    | 2.       | 312,5    |          |
| Keijo Tahvanainen | 82,5 kg     | érvényes kísérlet nélkül | érvényes kísérlet nélkül | 175,0    | 8.       | kiesett  | kiesett  |
| Pekka Niemi       | 100 kg      | 160,0                    | 5.                       | 207,5    | 3.       | 367,5    |          |

## Úszás
Férfi
| Versenyző         | Versenyszám | Előfutam | Előfutam | Előfutam | Döntő   | Döntő   | Döntő   | Helyezés |
| Versenyző         | Versenyszám | Idő      | Hely.    | Össz.    | Típus   | Idő     | Hely.   | Helyezés |
| ----------------- | ----------- | -------- | -------- | -------- | ------- | ------- | ------- | -------- |
| Martti Järventaus | 100 m mell  | 1:06,21  | 4.       | 29.      | kiesett | kiesett | kiesett | kiesett  |
| Martti Järventaus | 200 m mell  | 2:26,96  | 4.       | 27.      | kiesett | kiesett | kiesett | kiesett  |

Női
| Versenyző       | Versenyszám  | Előfutam | Előfutam | Előfutam | Döntő   | Döntő   | Döntő   | Helyezés |
| Versenyző       | Versenyszám  | Idő      | Hely.    | Össz.    | Típus   | Idő     | Hely.   | Helyezés |
| --------------- | ------------ | -------- | -------- | -------- | ------- | ------- | ------- | -------- |
| Maarit Sihvonen | 100 m gyors  | 58,51    | 3.       | 38.      | kiesett | kiesett | kiesett | kiesett  |
| Maarit Sihvonen | 100 m mell   | 1:14,85  | 6.       | 24.      | kiesett | kiesett | kiesett | kiesett  |
| Maarit Sihvonen | 200 m vegyes | 2:21,05  | 4.       | 11.      | B       | 2:19,27 | 1.      | 9.       |

## Vitorlázás
Nyílt
| Versenyző                           | Versenyszám    | Futam | Futam | Futam | Futam | Futam | Futam   | Futam | Pontszám | Helyezés |
| Versenyző                           | Versenyszám    | 1     | 2     | 3     | 4     | 5     | 6       | 7     | Pontszám | Helyezés |
| ----------------------------------- | -------------- | ----- | ----- | ----- | ----- | ----- | ------- | ----- | -------- | -------- |
| Esko Rechardt                       | Finn dingi     | 11,7  | 18,0  | 22,0  | 18,0  | 15,0  | (35,0*) | 21,0  | 105,7    | 14.      |
| Johan von Koskull Peter von Koskull | 470-es osztály | 8,0   | 11,7  | 11,7  | 13,0  | 10,0  | (24,0)  | 13,0  | 67,4     | 6.       |
| Juha Valtanen Pekka Narko           | Tornádó        | 8,0   | 11,7  | 11,7  | 13,0  | 10,0  | (24,0)  | 13,0  | 132,0    | 16.      |

* - nem ért célba